# Plaid (gruppo musicale)
I Plaid sono un duo di musica elettronica britannico, formato da Ed Handley e Andy Turner. La loro musica è un mix di atmosfere ambient e ritmiche ripetitive di matrice IDM.

## Storia
Entrambi i compositori sono ex membri dei Black Dog, anche singolarmente utilizzavano diversi altri nomi per produrre differenti stili musicali, come ad esempio il progetto Atypic di Andrew Turner e Balil a cura di Ed Handley, questo prima di stabilirsi su Plaid.
Hanno collaborato con cantanti come: Mara Carlyle, Nicolette e Björk, e hanno pubblicato presso etichette all'epoca indipendenti come: Peacefrog, Black Dog Productions, e Warp Records oltre alla Nothing Records l'etichetta di Trent Reznor il  quale ha distribuito negli Stati Uniti i dischi della Warp Records, l'accordo finì nel 2001, quando la Warp Records decise di espandersi in modo autonomo anche sul mercato statunitense.
A parte il proprio materiale, i Plaid hanno realizzato un ampio lavoro di remix per molti altri artisti, tra cui Red Snapper, Björk, Goldfrapp. I Plaid lavorano spesso in collaborazione con il video artista Bob Jaroc, le cui animazioni spesso accompagnano la musica durante le esibizioni live. Insieme hanno sviluppato un Concept Album composto da un CD e un DVD; il DVD contiene il video di ciascun brano contenenuto nel CD.
Nel 2006 hanno composto la colonna sonora del film d'animazione giapponese Tekkonkinkreet. Nel 2005 collaborano a un Tour con la London Sinfonetta, dove portano a teatro, interazione live elettronico con musica classica e video proiezioni.
Nel 2011 esce Scintilli mentre, il 19 marzo del 2014, il duo annuncia l'uscita di un nuovo album, Reachy Prints, in pubblicazione sempre per Warp Records il 20 maggio 2014, condividendo su YouTube lo streaming del brano Hawkmoth .

## Formazione
- Ed Handley
- Andy Turner

## Discografia

### Album
- 1991 - Mbuki Mvuki
- 1997 - Not for Threes
- 1999 - Rest Proof Clockwork
- 2000 - Trainer
- 2001 - Double Figure
- 2003 - Parts in the Post (Remix Collection)
- 2003 - Spokes
- 2006 - Greedy Baby (CD/DVD con Bob Jaroc)
- 2006 - Tekkonkinkreet (Colonna sonora per l'anime di Michael Arias)
- 2008 - Heaven's Door (Colonna sonora per l'anime di Michael Arias)
- 2011 - Scintilli
- 2014 - Reachy Prints
- 2016 - The Digging Remedy
- 2022 - Feorm Falorx

### EP
- 1992 - Scoobs in Columbia
- 1995 - Android
- 1997 - Undoneson
- 1999 - Peel Session
- 2000 - Booc
- 2002 - P-Brane